# 鳩間島

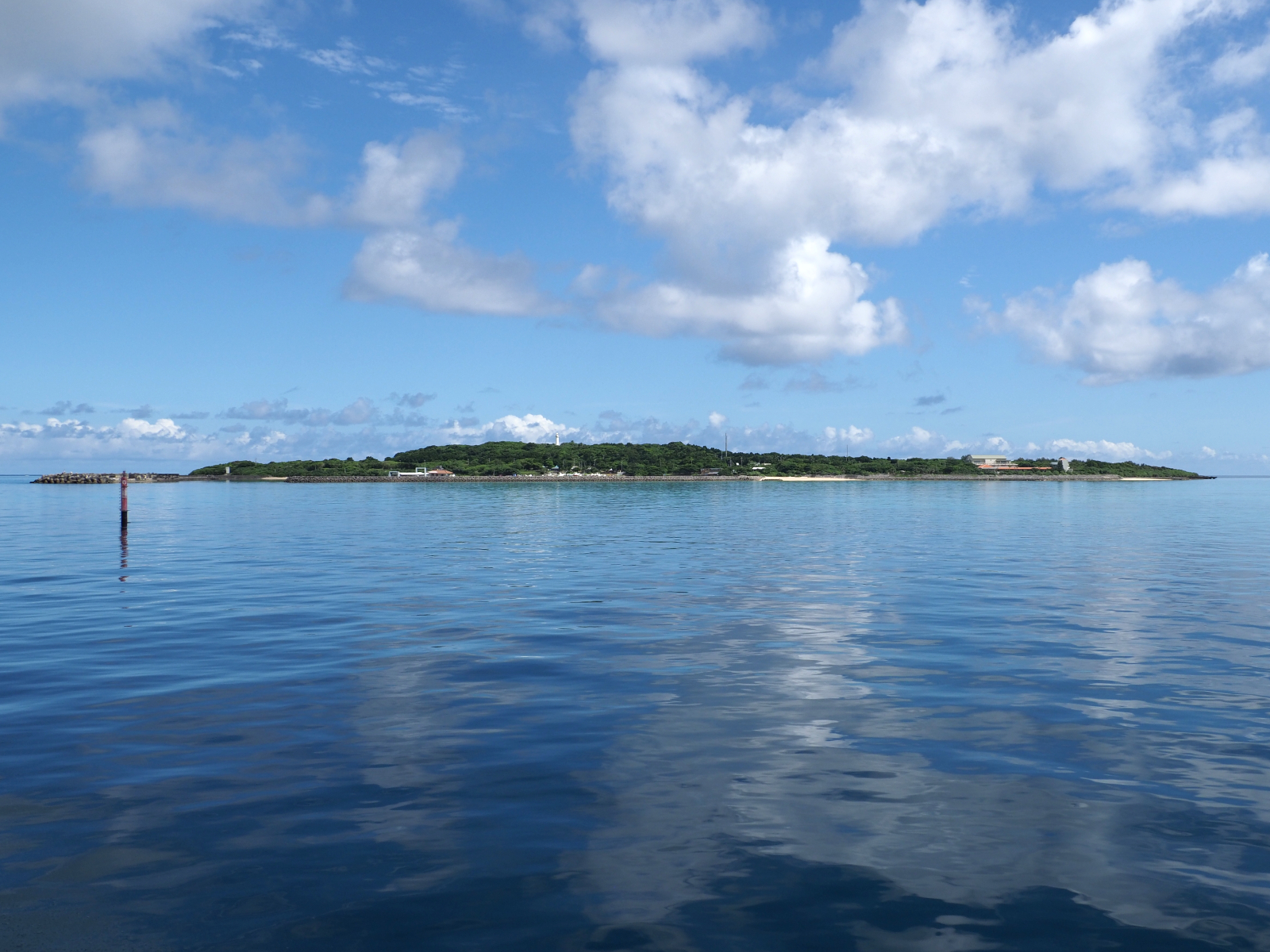
鳩間島全景

鳩間島（はとまじま）は、沖縄県八重山郡竹富町に属する八重山諸島の島である。西表島の北5.4 kmに位置し、人口は65人（2022年6月末現在）、面積は0.96 km2。

## 概要
サンゴ礁の隆起により形成された隆起サンゴ礁の島である。形状はほぼ円形で、周縁部は平坦であるが、中央部に鳩間中森と呼ばれる丘陵があり、鳩間島灯台が立つ。それより北側が農地として開墾され、南側に集落がある。
島内には亜熱帯の海浜性植物の群生が見られ、野生のヤギも生息している。土地利用は多くが原野のままで、肉用牛の放牧も行われている。

## 歴史
鳩間島に村落が形成されたのは15世紀頃と考えられている。こみ間切に属していたが、1628年（寛永5年）に八重山列島が3間切に再編された際に大浜間切に属し、1768年（明和5年）以降は宮良間切に属した。
明治末期から大正期にかけては、カツオ漁が盛んで、島内には鰹節の加工工場が立ち並び、戦前の最盛期には人口が700人を超えたこともあった。しかし、その後は人口は緩やかな減少に転じた。1960年代に入るとカツオが急に不漁になり漁業が衰退。1970年代にかけて人口が激減した。
1980年代初めに、島唯一の小学校の児童が1人だけになり、廃校の危機にさらされた際に、親類や全国各地からの離島留学制度等による里子引き取りなどで小学校を守った。このエピソードは、2000年に森口豁によって『子乞い - 沖縄孤島の歳月』という本にまとめられ、さらに、これを原案・原作として、2001年から尾瀬あきら作のマンガ『光の島』が連載されたり、2005年に日本テレビ制作のドラマ『瑠璃の島』が放送されたりした。2018年には島外からの子が生活できる近代的な寮が建てられた。これらの作品と、2006年に高速船の定期便が就航したこと（後述）とが相まって、鳩間島を訪れる観光客が急増した。

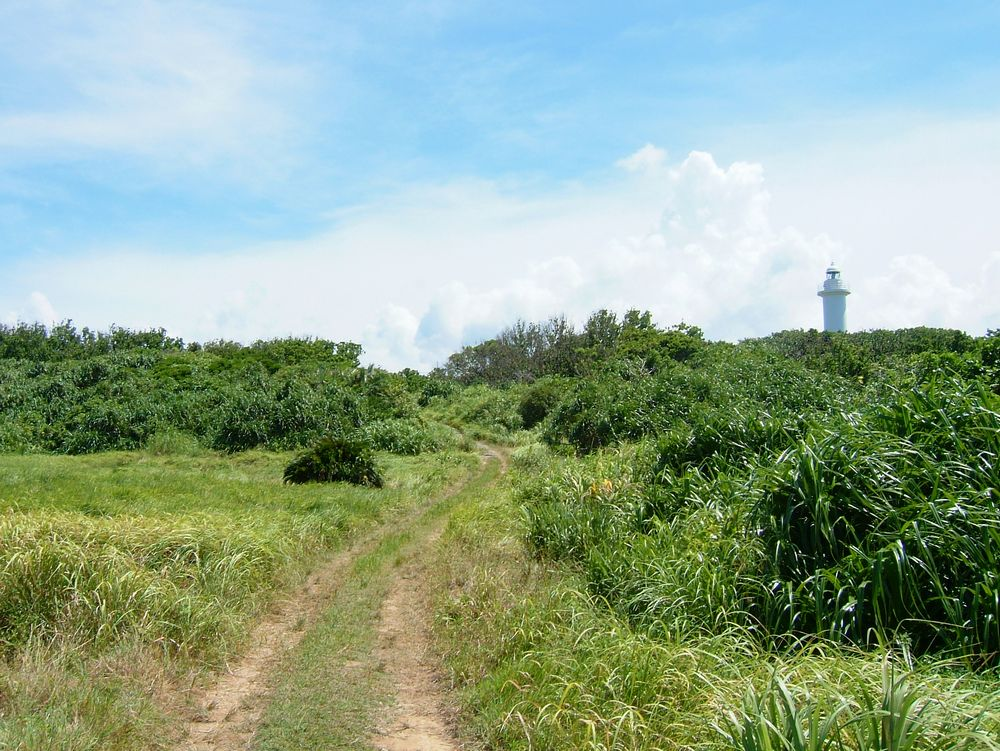
島中心部（中央に鳩間中森、右側に灯台が見える）
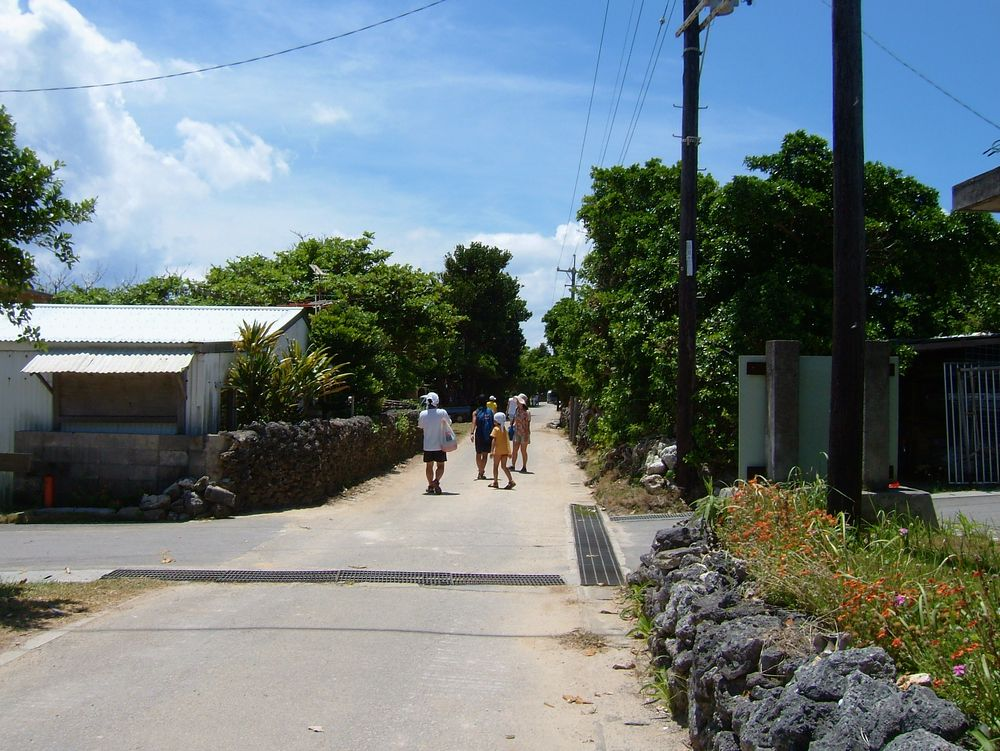
家並み

## 産業
かつてはカツオ漁や鰹節の加工が盛んであったが、近年は観光業が経済の中心となっている。就業者数は29名で、うち14名が宿泊業・飲食サービス業に従事している（2015年10月1日現在）。また、8名が教育・学習支援業に従事しており、生徒を含めると人口の半数が学校関係者である。
ドラマの放映や高速船の就航により2007年頃から観光客が急増し、この時期に7軒の民宿や食堂が開業した。
- 簡易宿所（民宿等） - 9軒（収容能力 - 96名、2019年3月現在）[8]
- 島内での野宿・キャンプは禁止されている[9]。

### 入域観光客数
ドラマの影響等で増加した入域観光客は、2008年をピークに減少基調にある。2013年頃にいったん増加がみられるが、これは新石垣空港の開港や格安航空会社の就航によるものと考えられる。
- 2000年 - 540人
- 2001年 - 140人
- 2002年 - 530人
- 2003年 - 586人
- 2004年 - 2,475人
- 2005年 - 3,162人
- 2006年 - 1,974人
- 2007年 - 7,962人
- 2008年 - 10,106人
- 2009年 - 9,150人
- 2010年 - 8,856人
- 2011年 - 5,419人
- 2012年 - 5,911人
- 2013年 - 7,810人
- 2014年 - 6,407人
- 2015年 - 6,076人
- 2016年 - 4,263人
- 2017年 - 4,942人
- 2018年 - 4,148人
- 2019年 - 4,033人
- 2020年 - 2,186人
- 2021年 - 3,366人[10]

## 交通
- 鳩間港

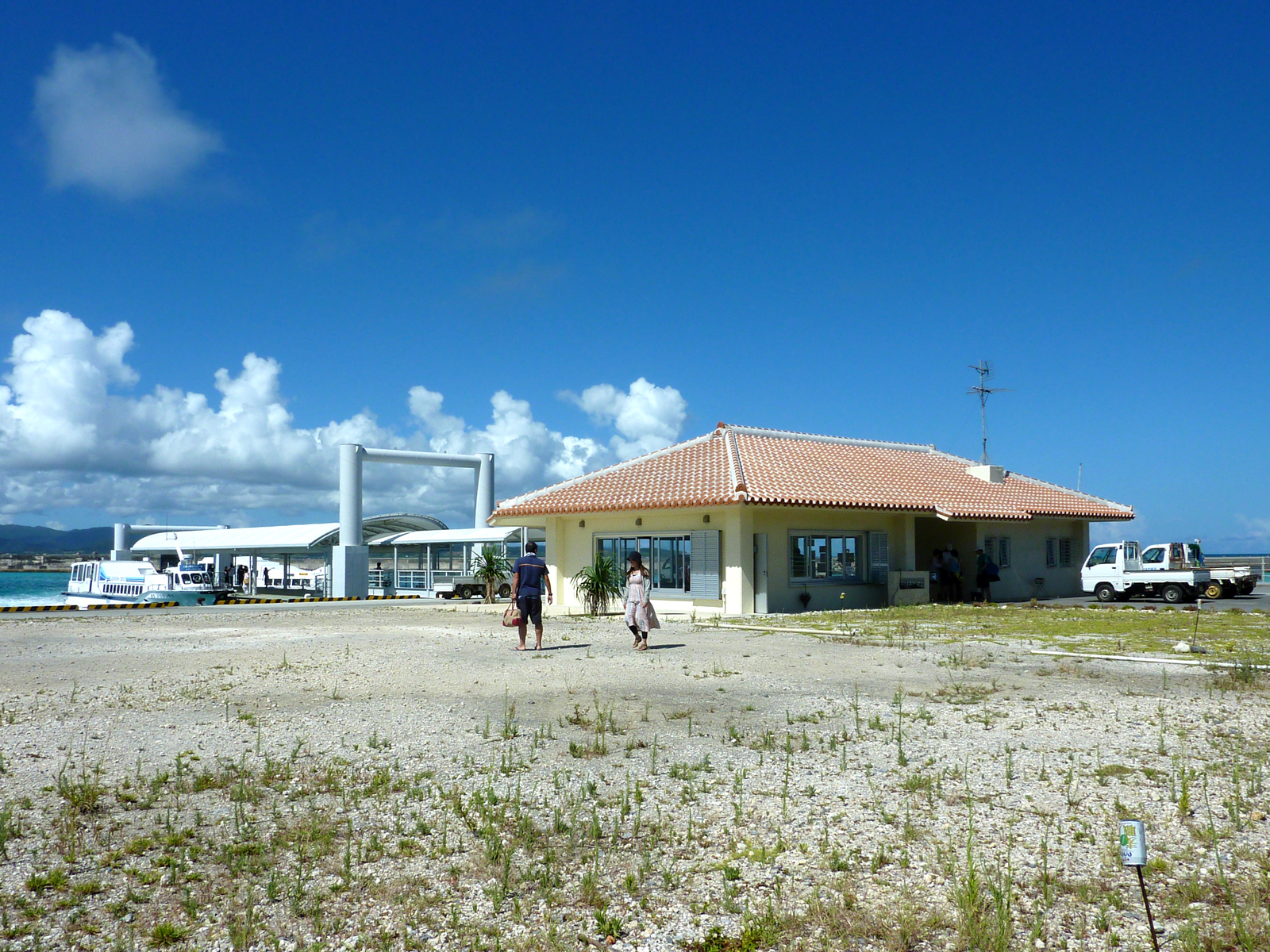
鳩間港（2010年）

かつては鳩間島に立ち寄る定期航路は週に数本の貨客船しかなく、西表島北部の上原港から傭船もしくは郵便船に同乗して鳩間島へ向かうのが一般的であった。2006年4月から、石垣港と上原港を結ぶ2社の定期旅客航路（高速船）の一部が鳩間島に寄港するようになり、鳩間-石垣間の日帰り渡航が可能となった。なお、石垣-上原航路の船舶が途中寄港するため、石垣-上原間が欠航の場合は、上原-鳩間、鳩間-石垣間も欠航となる。2009年には旅客ターミナル「いとま浜ターミナル」と及び浮桟橋が新設され、利便性が向上した。
10月から3月までの間は北寄りの季節風の影響で海が荒れるため、石垣港 - 鳩間港・上原港便は欠航が多く、数日続くこともある。そこで、安栄観光・八重山観光フェリーの両社は、就航率を高めるため、近年上原航路に大型の双胴船を導入している。
旅客船（高速船）
- - （上原港） - 石垣港（離島ターミナル）
  - 八重山観光フェリーと安栄観光がそれぞれ、石垣→上原→鳩間→石垣、及び、石垣→鳩間→上原→石垣の航路を各1日1便運航している。所要時間は直行40分、上原経由50分。

貨客船（カーフェリー）
- - （上原港） -  石垣港（離島ターミナル）
  - 八重山観光フェリー（火・木・土）、安栄観光（月・水・金）が、石垣→上原→鳩間→石垣、又は、石垣→鳩間→上原→石垣の航路で運航している。所要時間（直行の場合）は、八重山観光フェリーが130分、安栄観光が約100分。

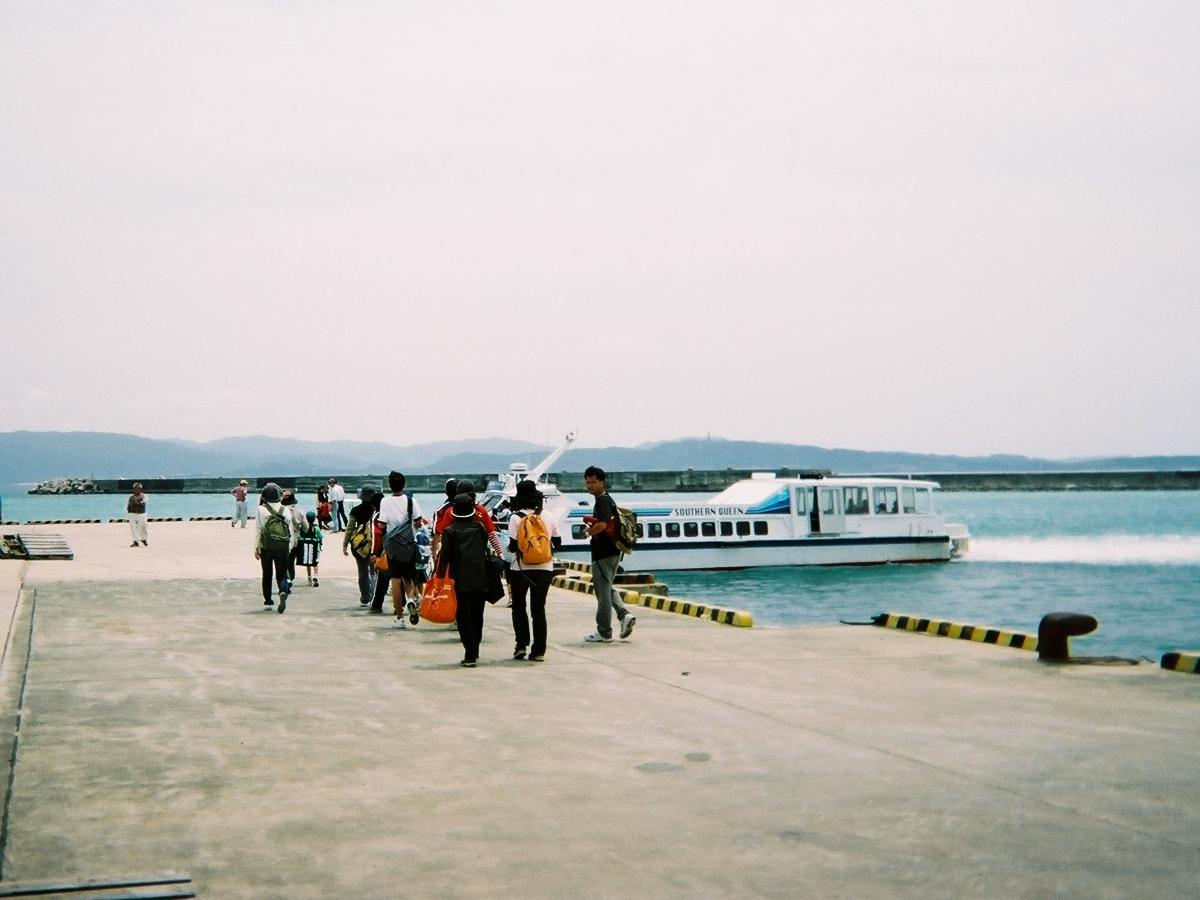
ターミナル整備前の鳩間港（2004年4月）
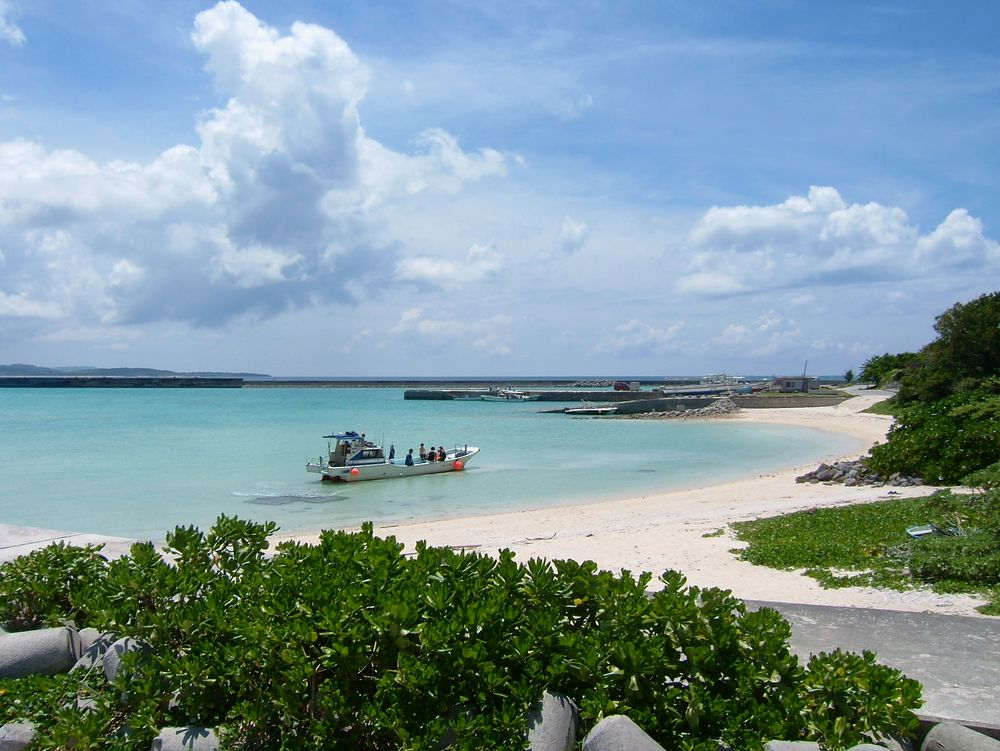
ターミナル整備前の鳩間港・前の浜（2006年8月）

## 公共施設
- 公共施設 - 鳩間コミュニティーセンター（鳩間公民館）
- 学校 - 竹富町立鳩間小中学校
  - 島唯一の学校である。生徒・PTAの手によって星の砂の採取・販売を行っており、収益金はPTA資金として子どもたちのために使われる。
  - 島内に幼稚園はないため、西表島の幼稚園まで船で通園する必要がある[15]。
- 郵便・金融機関 - 鳩間簡易郵便局（ATMはないもののキャッシュカードによる引き出しは可能）[注釈 2]
- 警察署・駐在所や病院・診療所はない[16]。

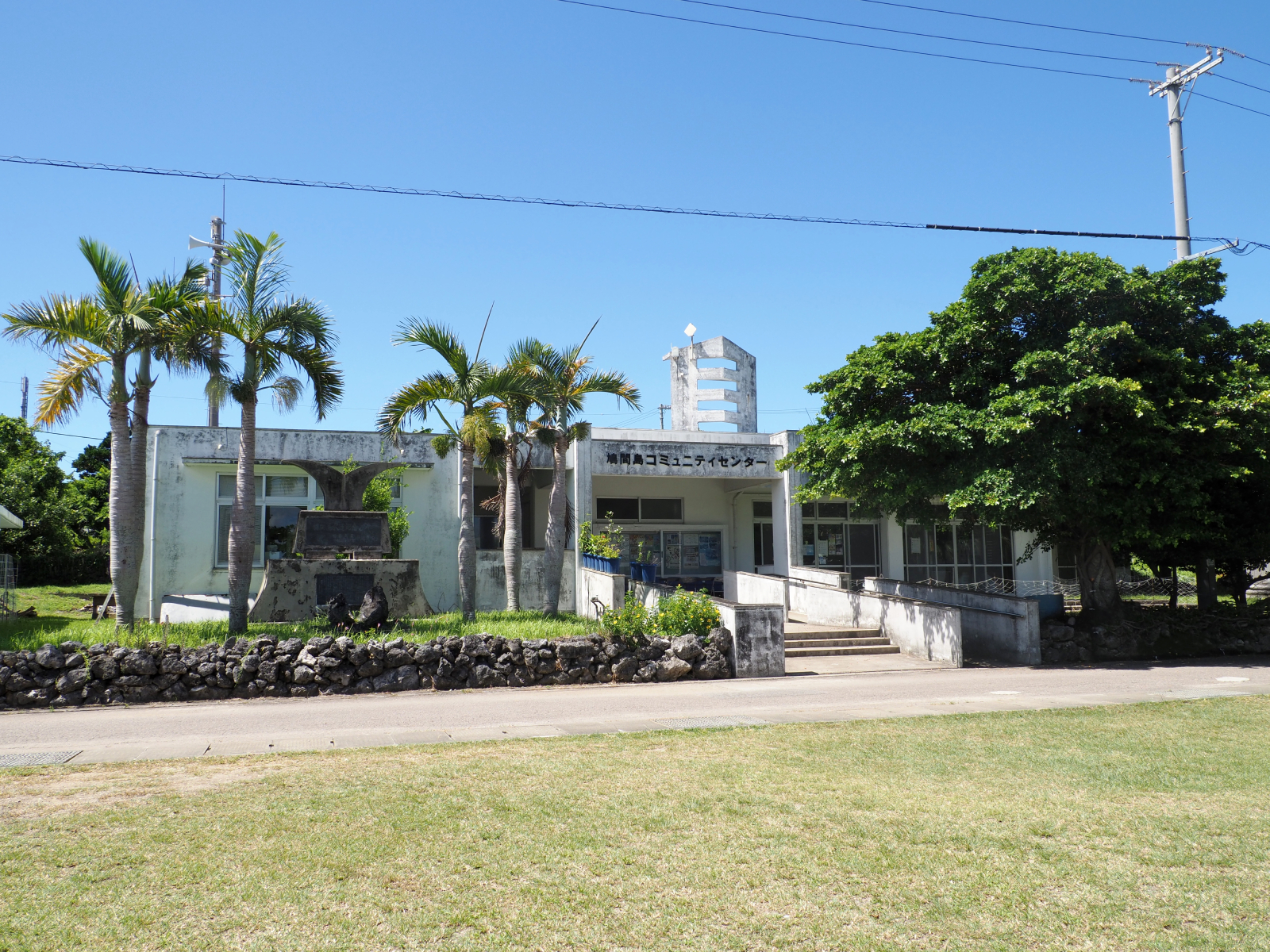
鳩間コミュニティーセンター
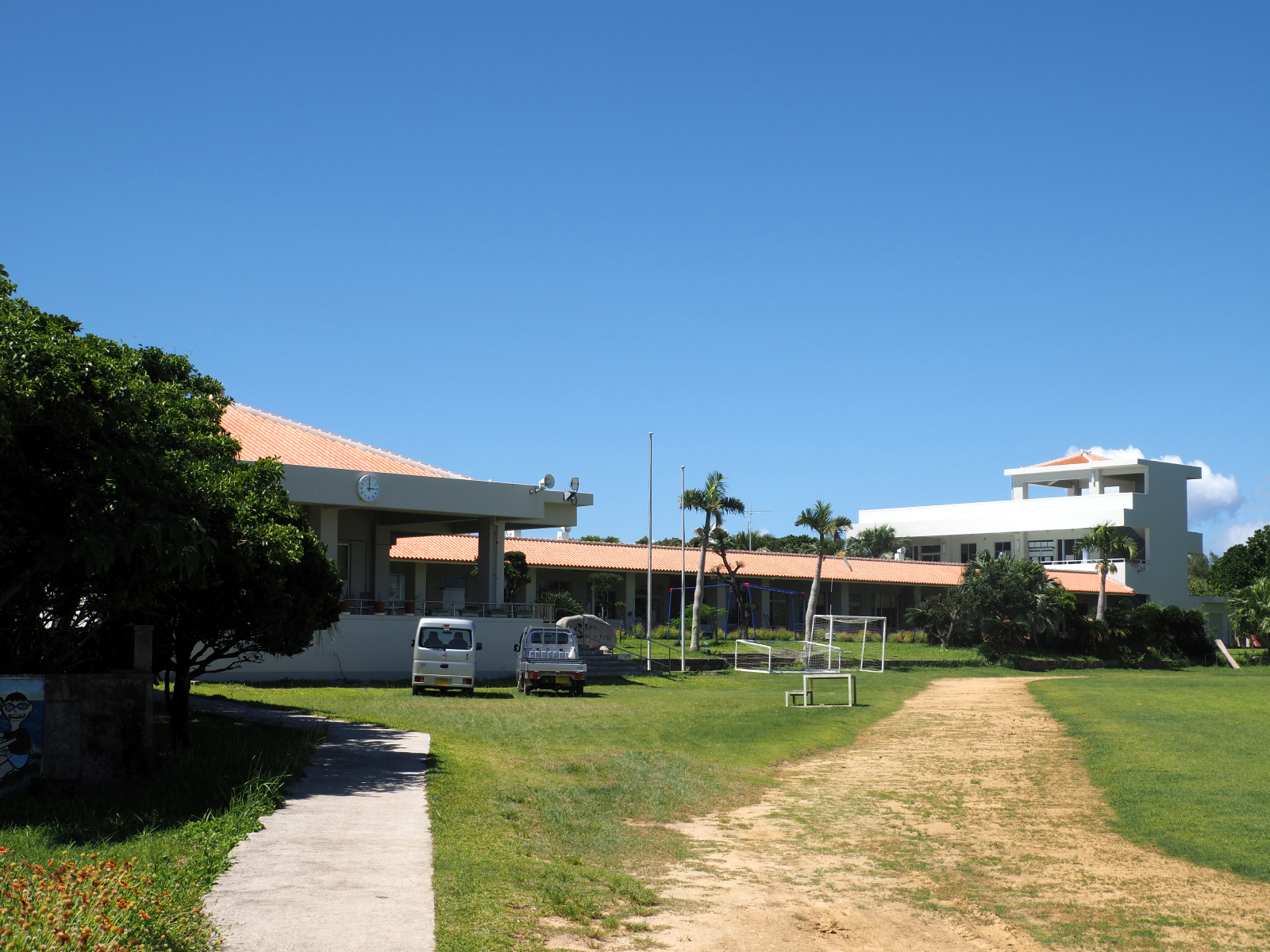
竹富町立鳩間小中学校
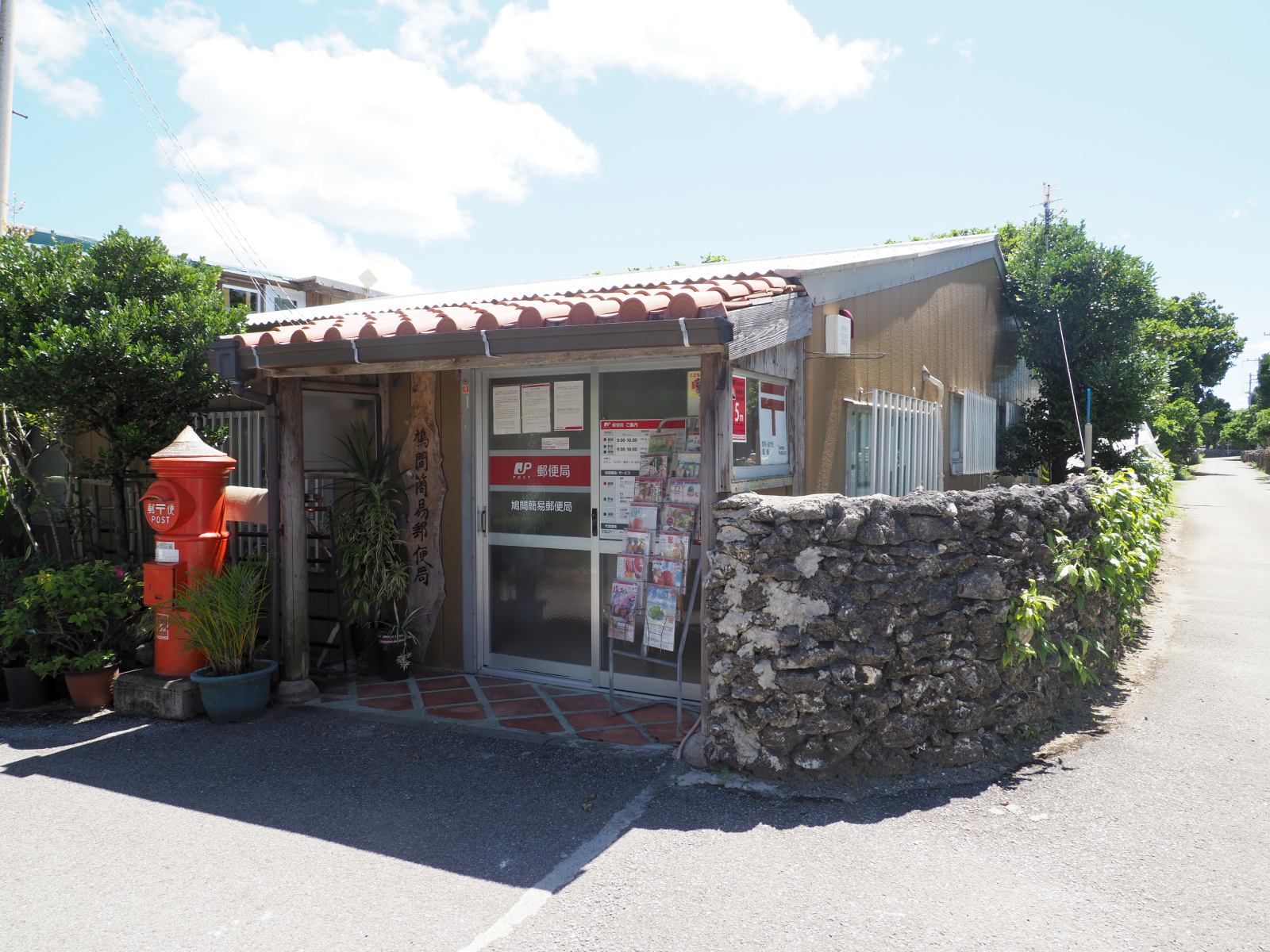
鳩間簡易郵便局

### インフラ
1980年に西表島からの海底送水による簡易水道が整備された（普及率100％）。また、電気は1983年に24時間供給されるようになった。

## 名所・旧跡・観光スポット・祭事・催事
周囲の海は透明度が高く、青く美しく、「鳩間ブルー」と称される。

### 文化財

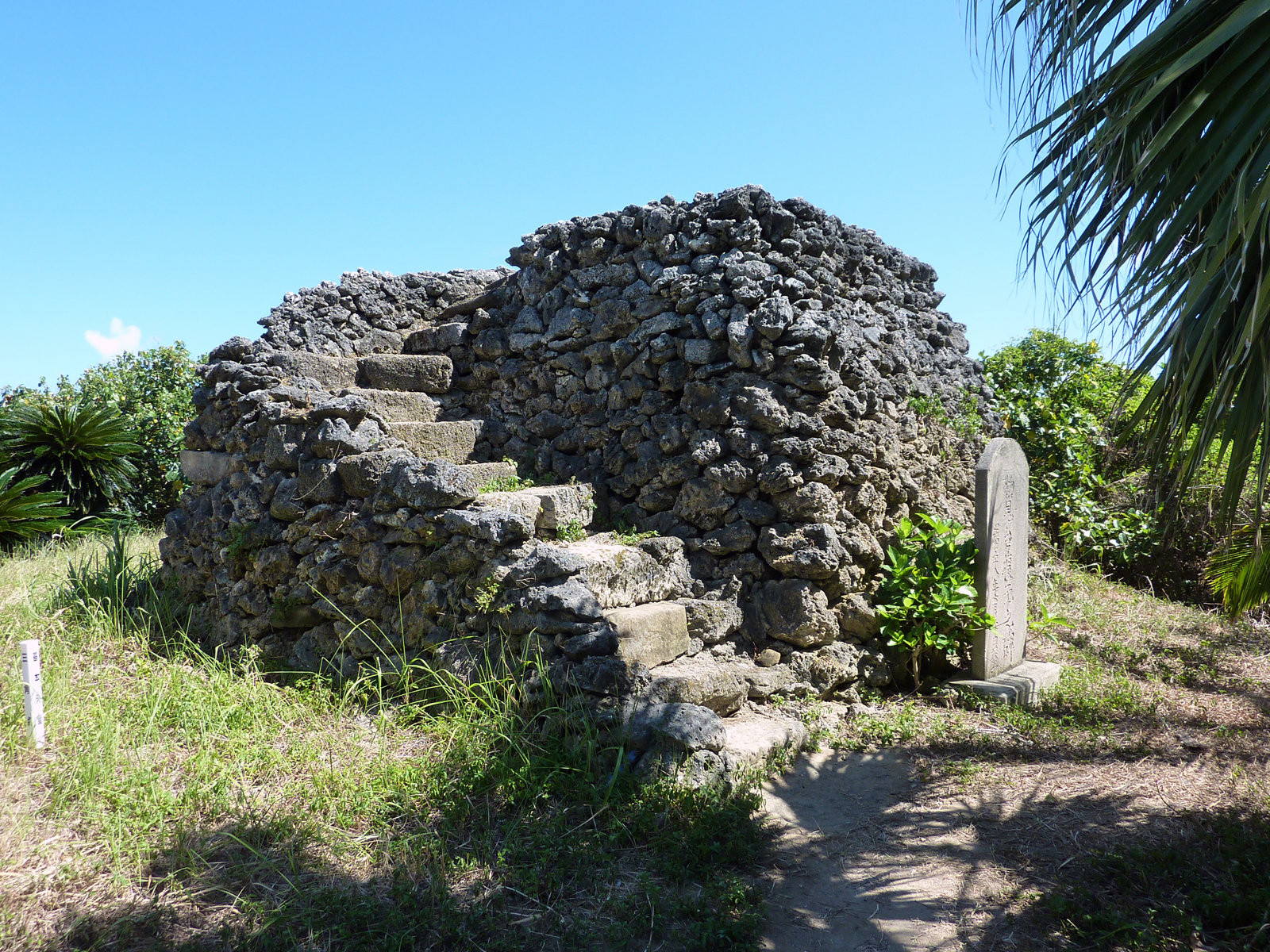
鳩間中森の物見台（火番盛）

- 鳩間中森 - 1972年（昭和47年）8月30日に竹富町の天然記念物に指定されている[18]。また、鳩間中森には鳩間島灯台及び物見台（火番盛）があり、物見台（火番盛）先島諸島火番盛のひとつとして国の史跡に指定されている[19][20]。なお、この物見台は1983年（昭和58年）6月30日に復元されたものである[21]。
- 下り井戸（アンヌカー） - 竹富町史跡（1972年（昭和47年）8月30日指定）[18]。
- 民謡
  - 「鳩間中森」 - 竹富町無形民俗文化財（民謡の部 1976年（昭和51年）1月25日指定）[18]。
  - 「千鳥節」 - 竹富町無形民俗文化財（民謡の部 1976年（昭和51年）1月25日指定）[18]。

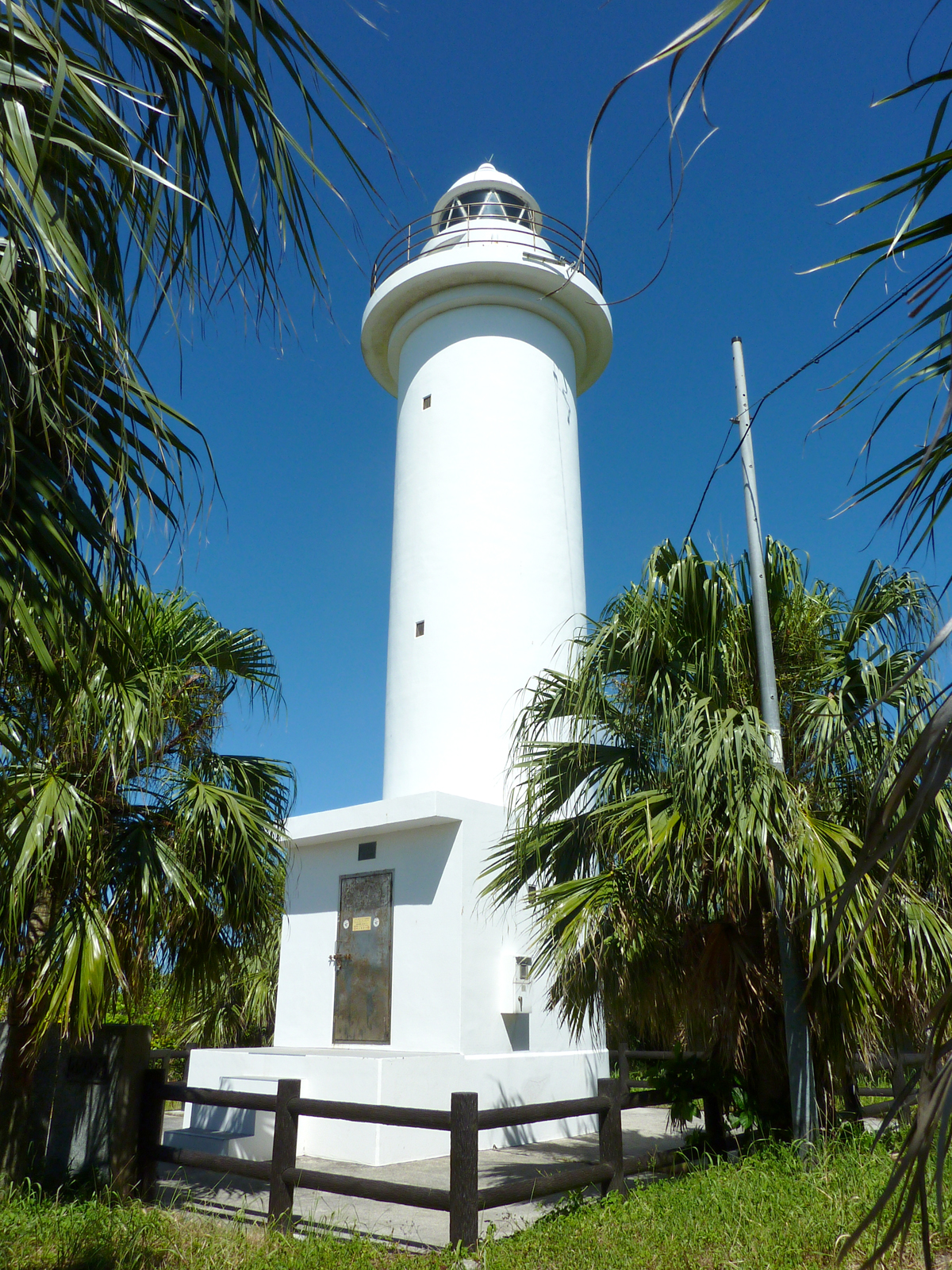
鳩間島灯台
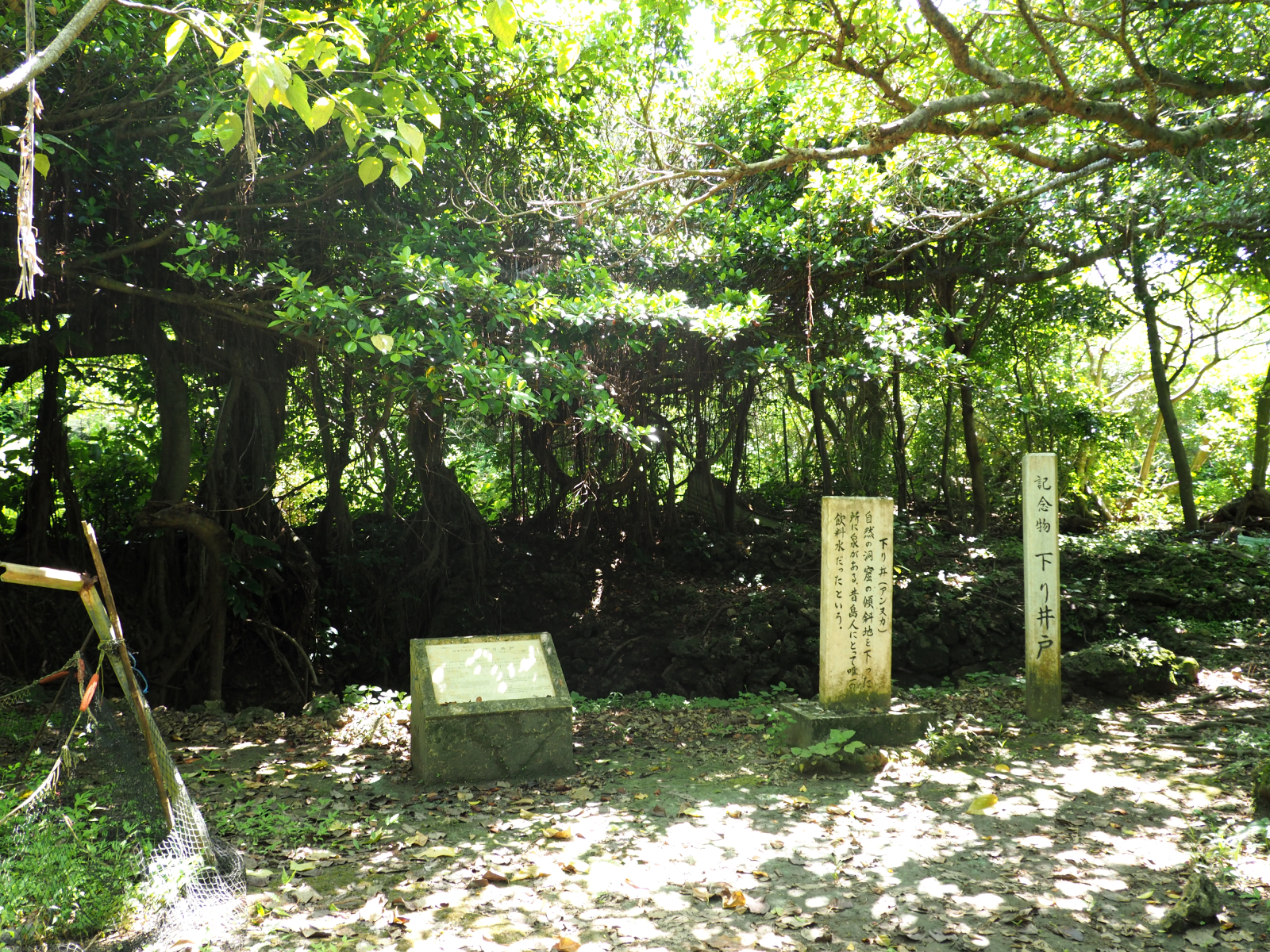
下り井戸（アンヌカー）

### 名所・旧跡・観光スポット

#### 御嶽
- 友利御嶽（トゥムルウガン）
- 前泊御嶽（マイドゥマリウガン）
- 鬚川御嶽（ヒナイウガン）
- 西堂御嶽（ニシドーウガン）
- 新川御嶽（アラカーウガン）[22]

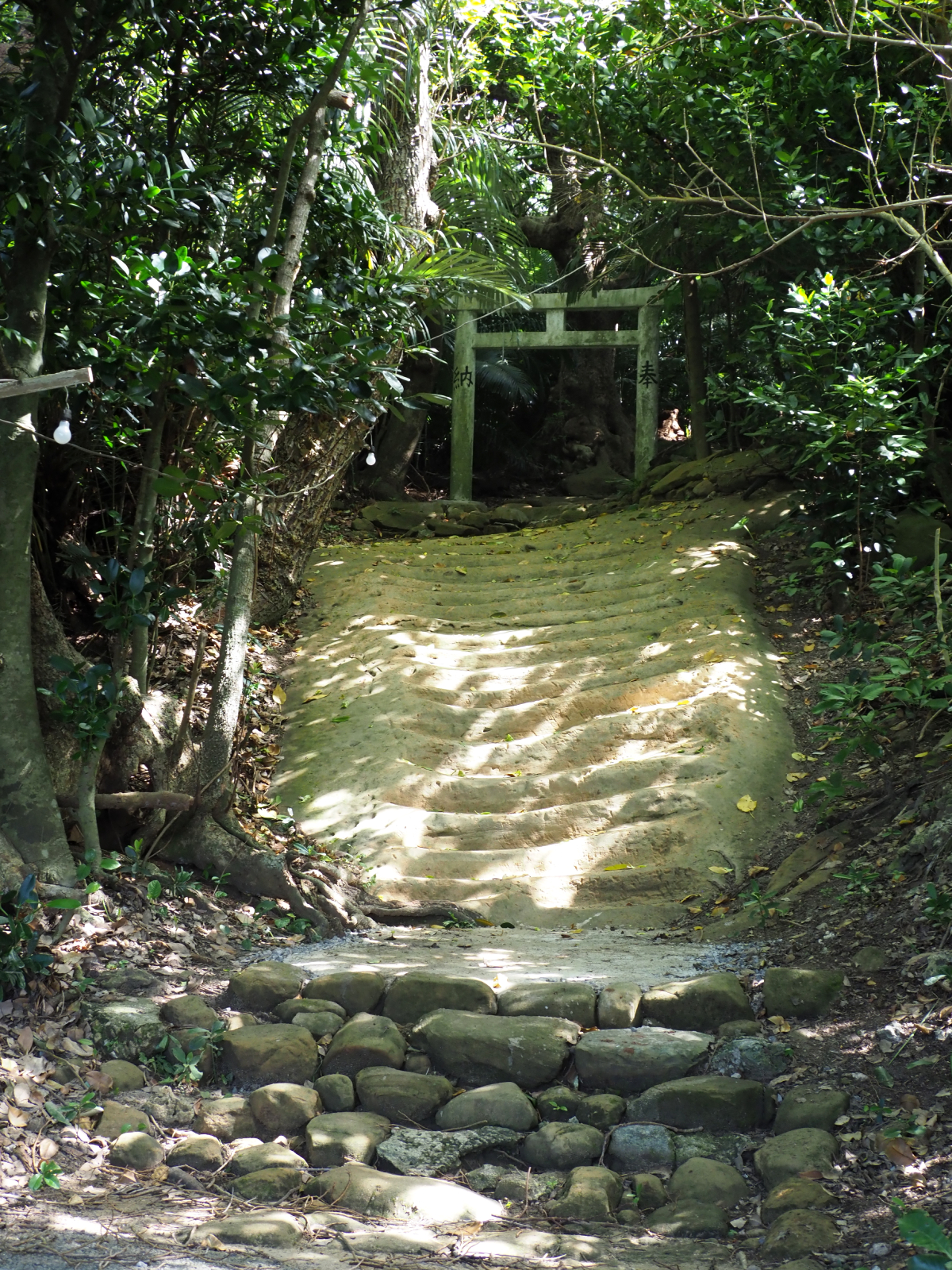
友利御嶽
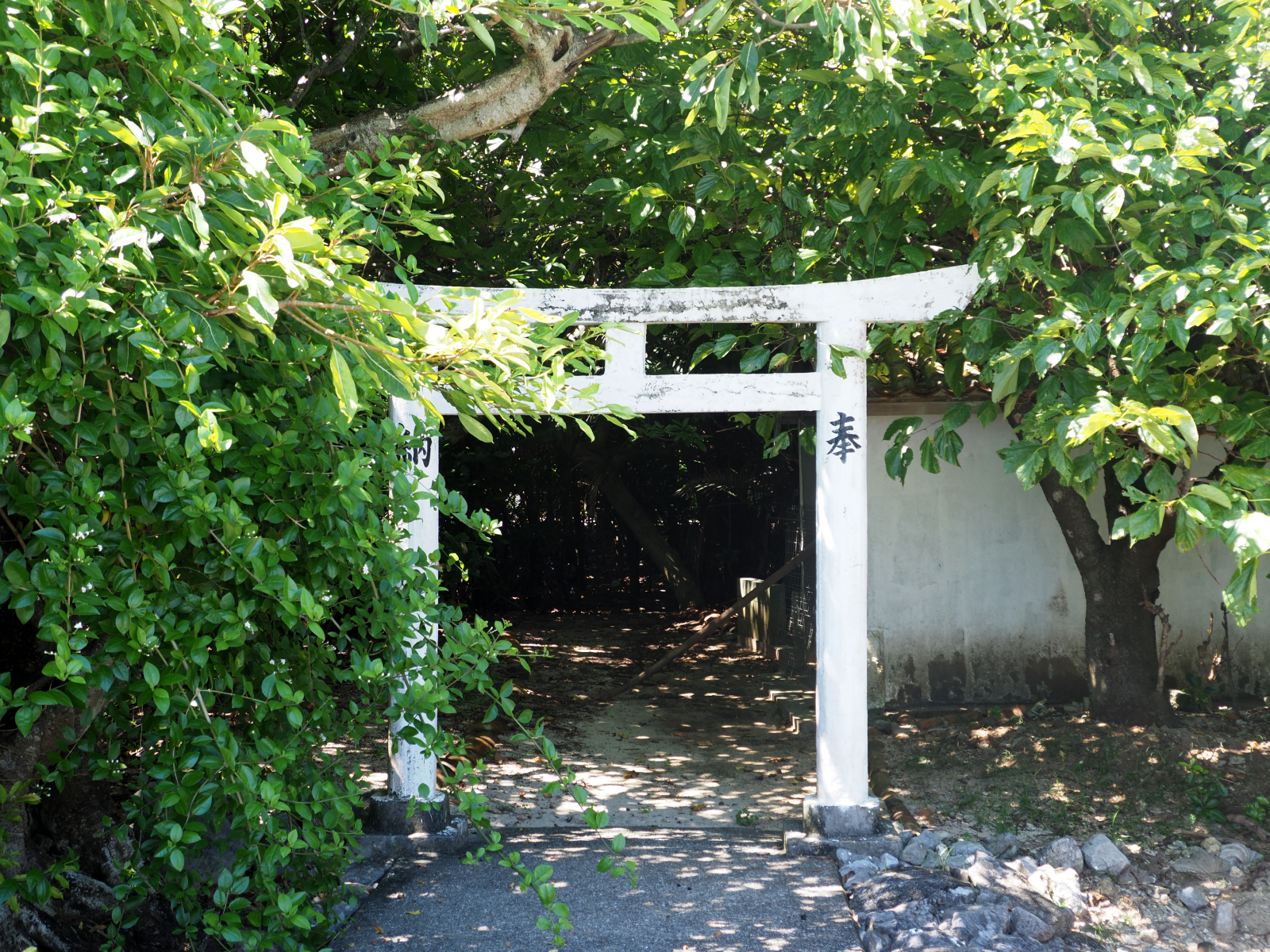
前泊御嶽
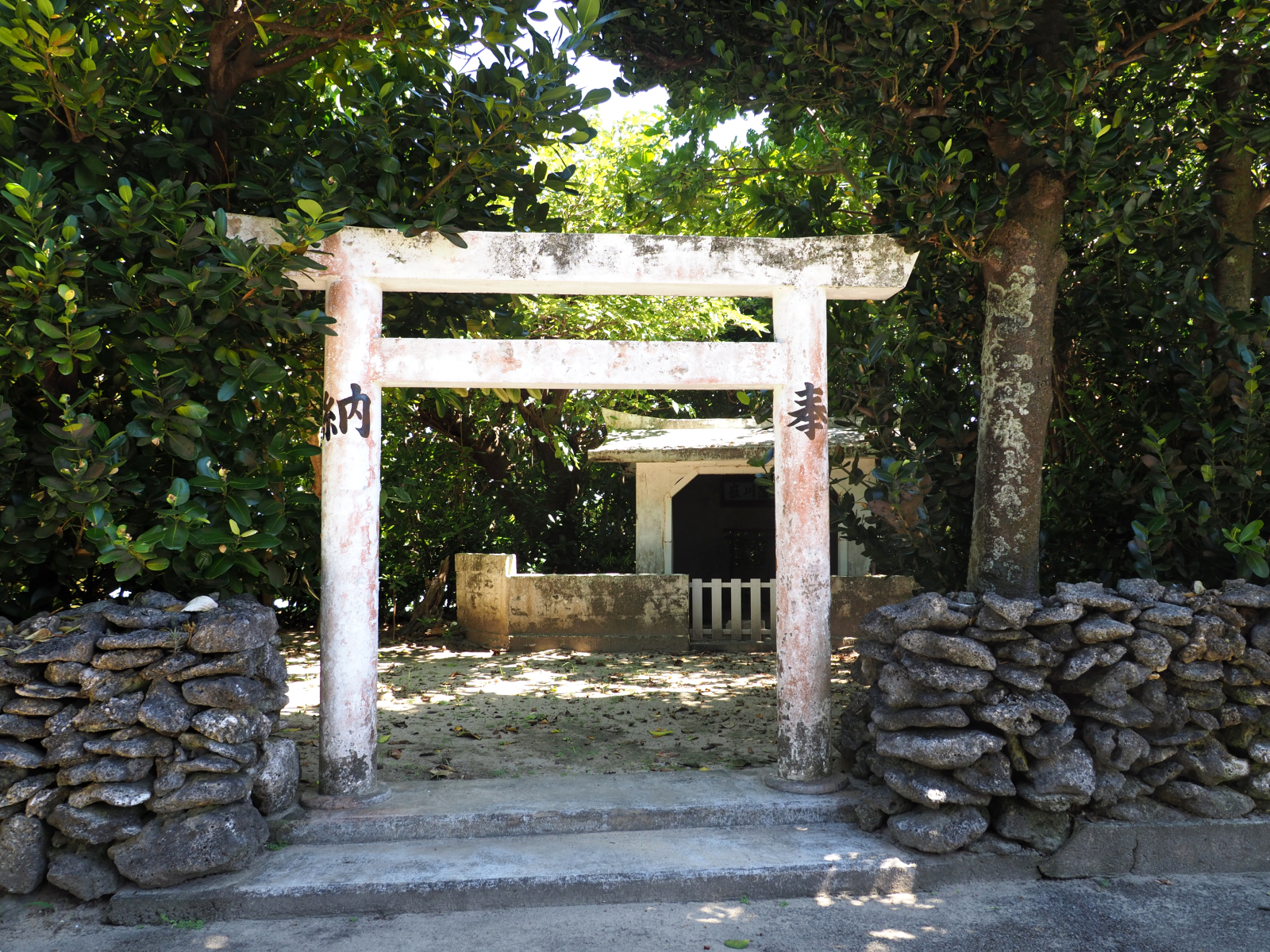
鬚川御嶽

#### 海岸
鳩間港から時計回りに次の海岸がある。いずれも竹富町等が開設する海水浴場ではない。島周辺の海は澄んで青く美しく、その色合いは「鳩間ブルー」と呼ばれる。
- いとま浜[5]
- 屋良浜[23]
- 立原浜[24]
- 島仲浜[25]
- 外若浜[5]
- 船原浜[26]
- ナラリ浜[5]
- 前の浜[5]

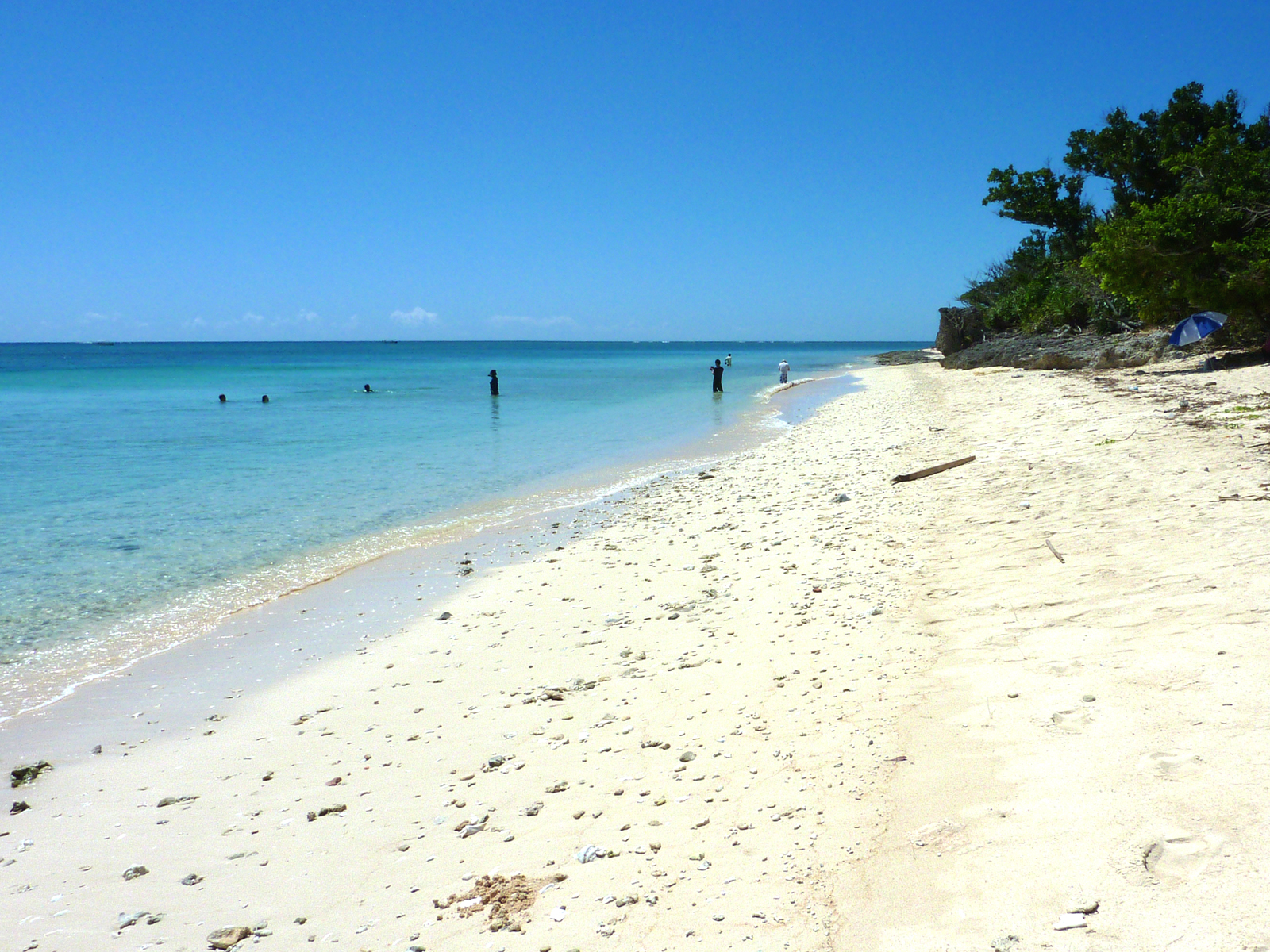
屋良浜
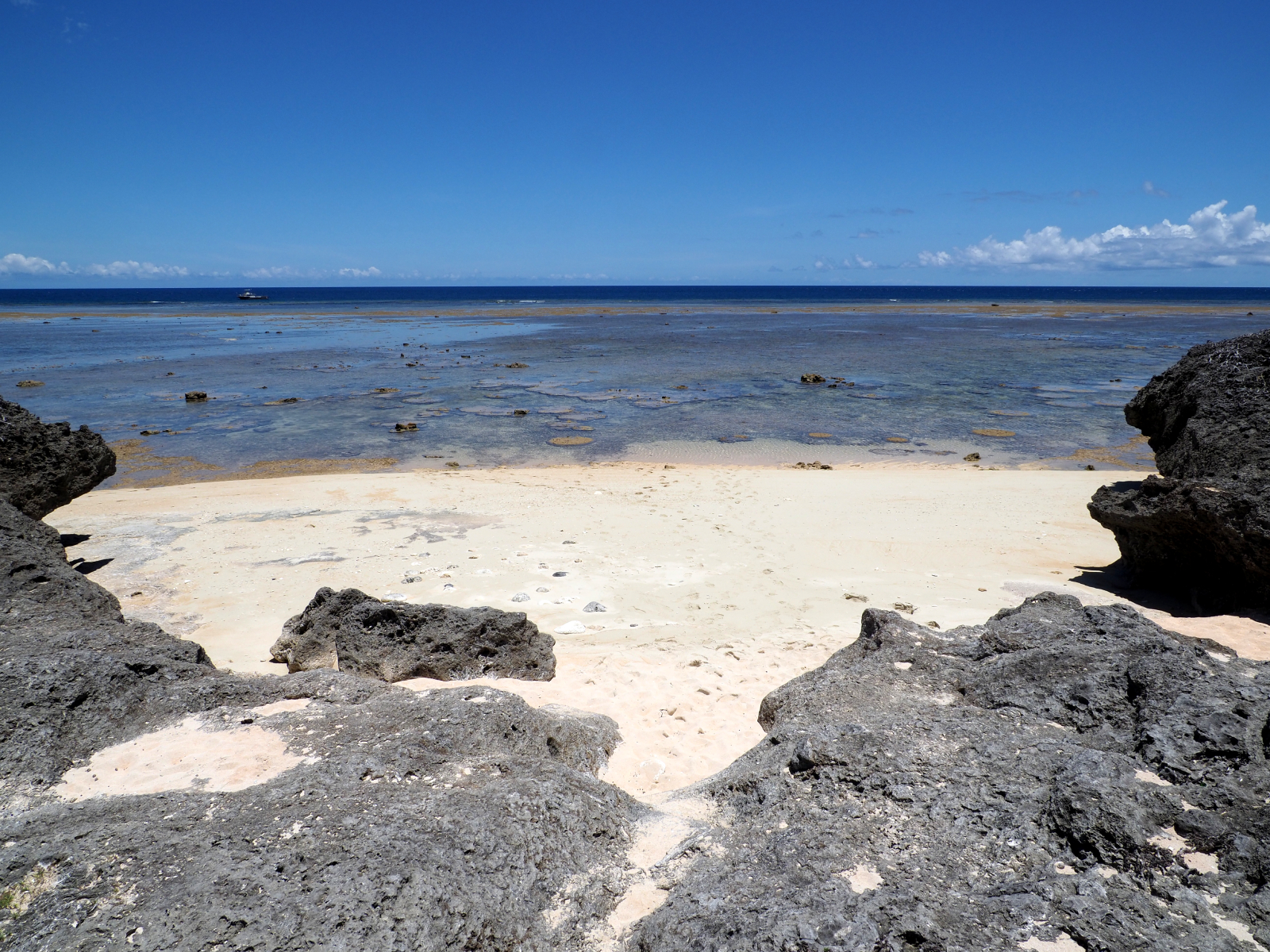
立原浜
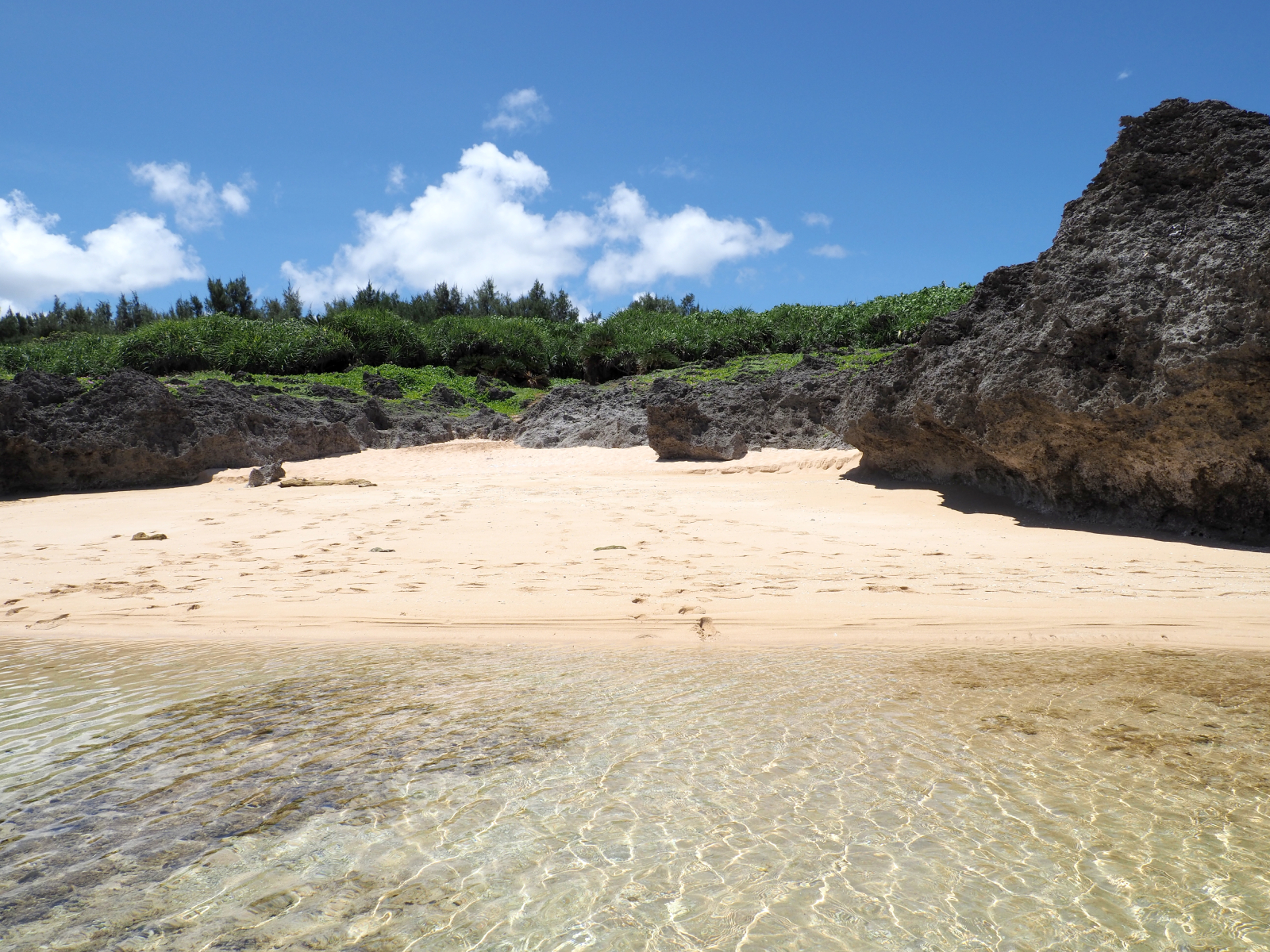
島仲浜
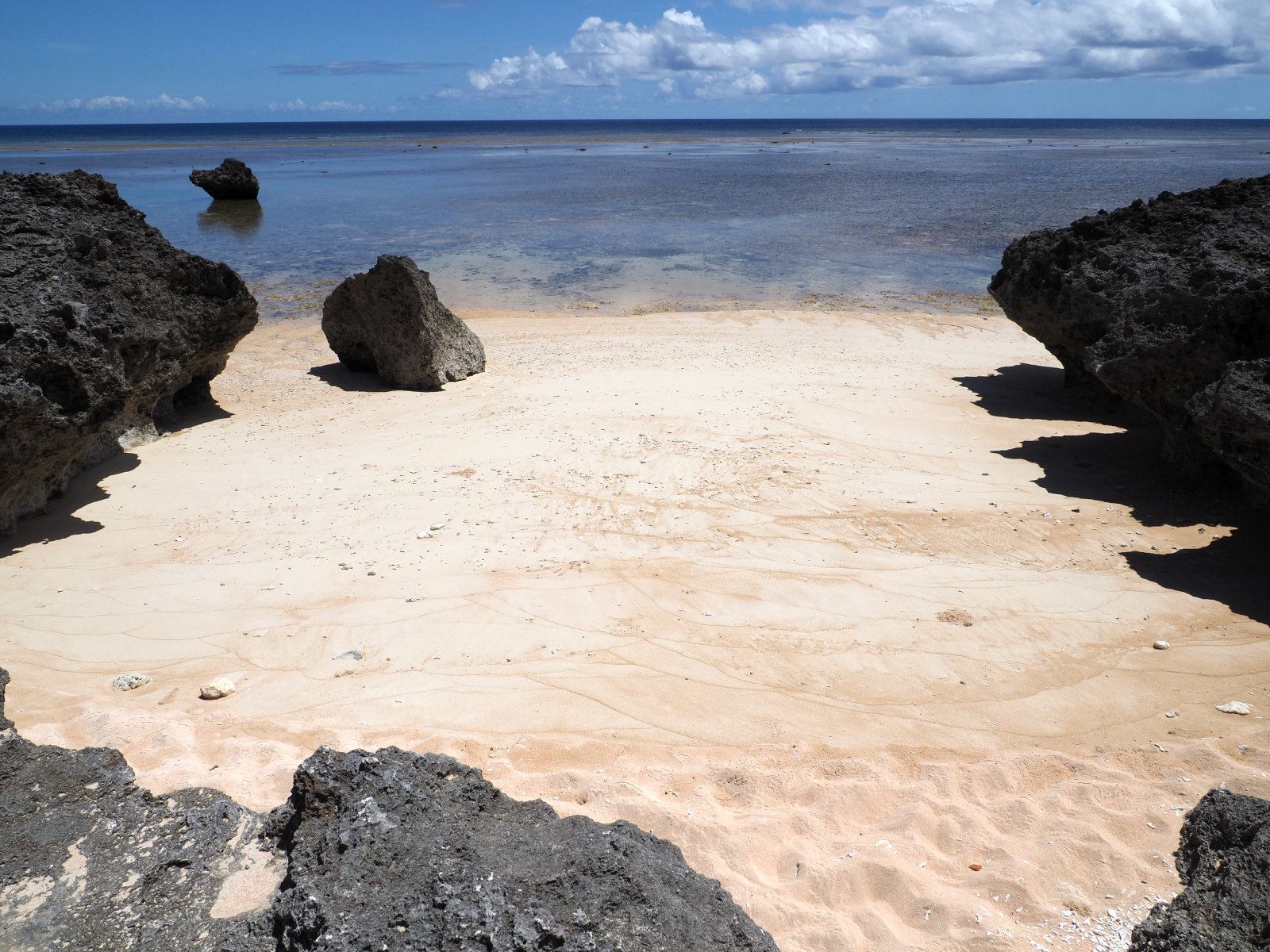
外若浜
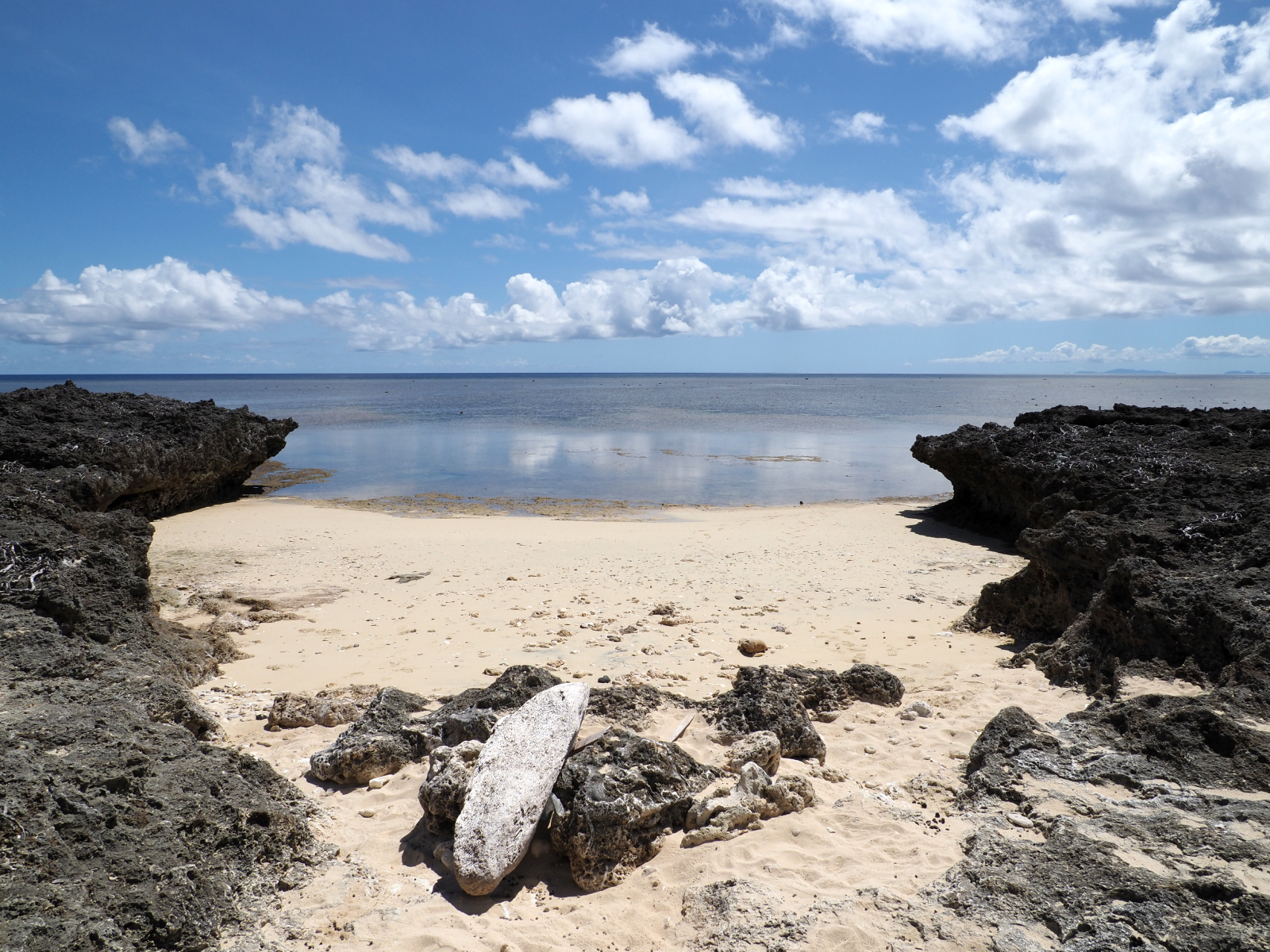
船原浜
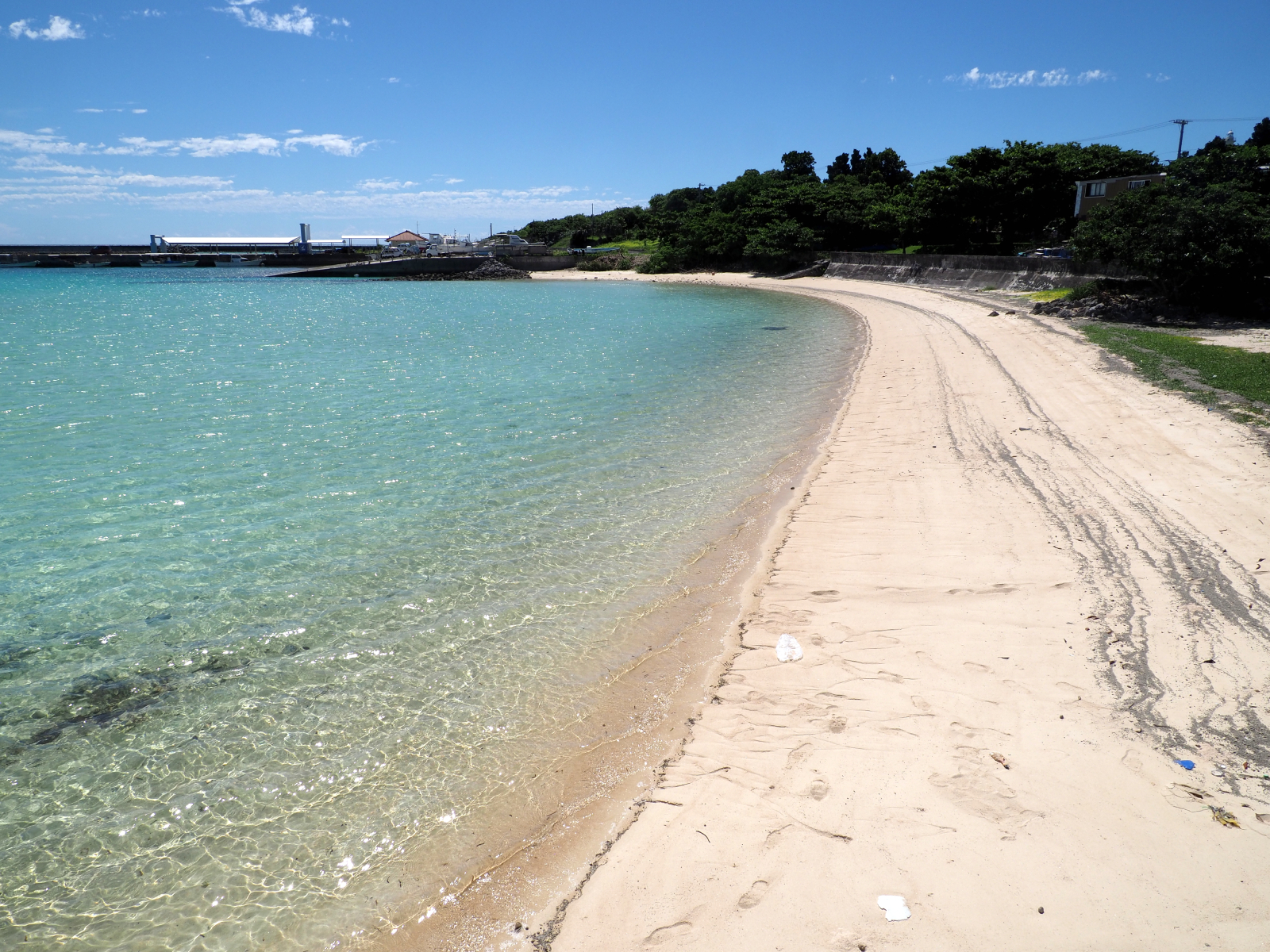
前の浜

#### その他
- ブシヌヤー（武士の家） - 島仲浜と立原浜の間にある城状の遺跡。2010年（平成22年）に復元された[27]。遠見番が海上の見張りをした施設であったと考えられている[28]が、八重山群雄割拠時代（15世紀後半-16世紀前半）の屋敷跡や共同墓地等とする異説もある[29]。
- 宮良長包歌碑 - 宮良長包の生誕125周年を記念して建立された歌碑で、宮良長包が作詞・作曲した「鳩間節」の歌詞が刻まれている。2008年（平成20年）12月建立[21]、2009年（平成21年）5月3日除幕[30]。

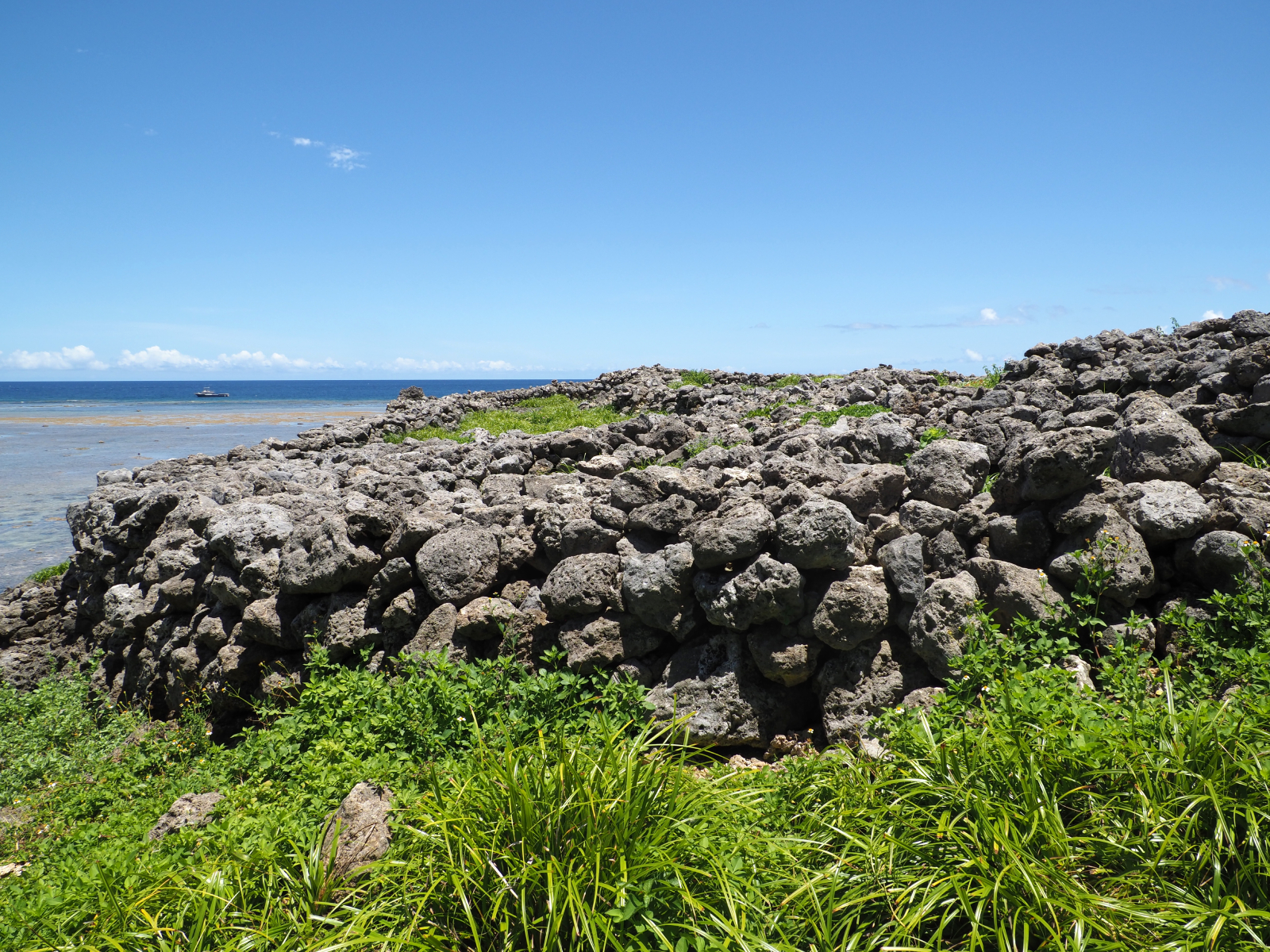
ブシヌヤー
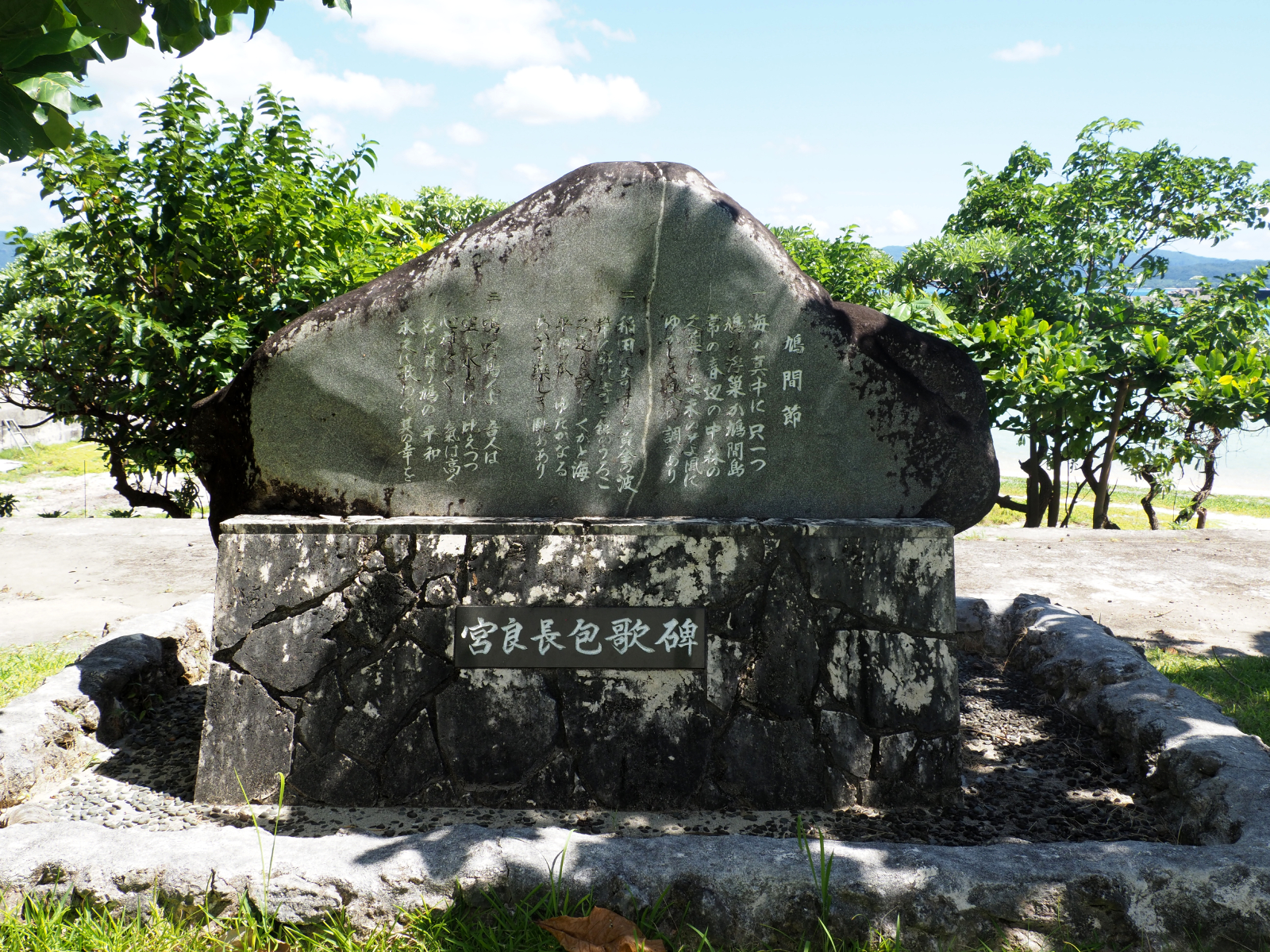
宮良長包歌碑

### 祭事
- すぴ願 ・カー願 - 旧暦12月。
- 正月願 - 旧正月。
- 初願（ぱちにがい） - 旧暦1月。
- 二月願 - 旧2月。
- 世願（ゆーにがい）・カー願 - 旧暦3月。
- 豊年祭 - 旧暦6月。船漕ぎ競漕・棒術・舞踊。
- 結願（きちごん） - 旧暦8月。舞踊・狂言。
- 九月願 - 旧暦9月。
- 十月願 - 旧暦10月。
- 島ししゃる - 旧暦11月。

### 催事
- 鳩間島音楽祭 - 5月[30][31]。八重山諸島の伝統性の強い音楽がテーマの音楽祭が催され、島外から600人程度が集まる[32]。

## 放送
- 1996年7月31日には、TBSテレビ（沖縄県内では琉球放送）で放送されたおはようクジラ内の｢クジラ総合研究所｣で、｢沖縄スペシャル｣の一環として、当島から全国に生中継を行った。[要出典]
- 島内全世帯に地上デジタルテレビ受信機が普及したことにより、2011年5月3日開催された第14回鳩間島音楽祭会場で、総務省沖縄県テレビ受信者支援センター（デジサポ沖縄）から鳩間公民館長に「地上デジタル放送全世帯普及達成認定証」が授与され、公民館長が「全世帯地デジ化完了宣言」を行った[33][34]。

## 著名な出身者
- 大城肇 - 経済学者、琉球大学第16代学長

## 鳩間島を舞台とする作品
- 子乞い - 沖縄孤島の歳月（凱風社、ISBN 978-4773629064） - 森口豁のノンフィクション。
- 光の島 - 『子乞い』を原案とする尾瀬あきらの漫画。
- 瑠璃の島 - 『子乞い』を原案とする日本テレビ制作のテレビドラマ。2005年放送。
- 星砂物語 - ロジャー・パルバースの小説、映画。
- 恋の島 鳩間島 - BEGINの楽曲。2002年7月3日発売のアルバム『ビギンの島唄 〜オモトタケオ2〜』に収録。「屋良の浜辺」、「島仲道」など、島内の地名等をおりまぜて歌われている。
- ここにしか咲かない花 - コブクロの楽曲。ドラマ『瑠璃の島』の書き下ろし主題歌で、メンバーが実際に鳩間島を訪れて制作した。